# Smotra hrvatskih tamburaških sastava
Smotra hrvatskih tamburaških sastava je glazbena manifestacija Hrvata iz Vojvodine. 
Održava se godišnje od 2009. godine. Organizira ga Tamburaška sekcija HKUD-a Ljutovo